# Homados
Nella mitologia greca, Homados era la personificazione dello spirito e del rumore. Viene citato insieme ad altri personificazioni che hanno a che fare con la guerra. Una figura simile a lui è Cidoimo.